# Kościół św. Wojciecha w Kąclowej
Kościół św. Wojciecha w Kąclowej – rzymskokatolicki dawny kościół parafialny pw. św. Wojciecha, wybudowany w latach 1926-29, znajdujący się w Kąclowej.
Do 1990 parafialny, obecnie pełni funkcję kościoła pomocniczego. Świątynia leży na szlaku architektury drewnianej w Województwie Małopolskim. 

## Historia
Kościół zbudowano w latach 1926-29 według projektu Zdzisława Mączeńskiego. Remontowany w 1965, kiedy wzmocniono jego konstrukcję i wymieniono poszycie dachów. 

## Architektura i wyposażenie
Jest to obiekt drewniany konstrukcji zrębowo-słupowej, trójdzielny (prezbiterium, nawa i wieża), nieorientowany. 
Prezbiterium mniejsze od nawy, zamknięte trójbocznie z dwoma bocznymi zakrystiami. Wieża konstrukcji słupowo-ramowej z pozorną izbicą, o ścianach pochyłych ku górze i poprzedzona małą kruchtą. Pokryta blaszanym dachem namiotowym zwieńczonym pozorną latarnią. Nad nawą dach przyczółkowy, nad prezbiterium wielopołaciowy, obydwa blaszane. Na środku bocznych ścian nawy podcienia. Kościół oszalowany pionowo z listwowaniem.
Wewnątrz zastosowano częściowo strop płaski, a częściowo pozorne sklepienie kolebkowe. W oknach prezbiterium dwa witraże firuralne autorstwa Jana Bukowskiego z 1932. Wyposażenie: ołtarz główny i dwa boczne, drewniana chrzcielnica, ambona utrzymane w stylu skromnego ludowego baroku z XX w. Organy z 1793 przeniesione z dawnego kościoła parafialnego w Ciężkowicach.